# Huapacal 2da. Sección, Jalpa de Méndez
Huapacal 2da. Sección är en ort i Mexiko.   Den ligger i kommunen Jalpa de Méndez och delstaten Tabasco, i den sydöstra delen av landet, 600 km öster om huvudstaden Mexico City. Huapacal 2da. Sección ligger 13 meter över havet och antalet invånare är 1 750.
Terrängen runt Huapacal 2da. Sección är mycket platt. Runt Huapacal 2da. Sección är det ganska tätbefolkat, med 160 invånare per kvadratkilometer. Närmaste större samhälle är Comalcalco, 9,1 km nordväst om Huapacal 2da. Sección. Trakten runt Huapacal 2da. Sección består till största delen av jordbruksmark.